# Shigeaki Hinohara
Shigeaki Hinohara (日野原 重明, 4 d'octubre de 1911 - 18 de juliol de 2017) va ser un metge japonès. El 1941 va començar la seva llarga associació de treball amb l'Hospital Internacional St. Luke al centre de Tòquio i va treballar com a metge durant el bombardeig de la ciutat en temps de guerra. Des de 1990 va exercir com a director honorari de l'hospital. També va ser director emèrit del Grief Care Institute de la Universitat de Sofia. Va ser president honorari de la Fundació Sasakawa Memorial Health Cooperation. Hinohara se li atribueix l'establiment i la popularització de la pràctica japonesa de revisions mèdiques anuals.

## Biografia
Hinohara va néixer al districte de Yoshiki de la prefectura de Yamaguchi i es va graduar a l'escola de medicina de la Universitat Imperial de Kyoto el 1937.
Durant la seva carrera, va ser conegut per treballar durant moltes emergències mèdiques com el bombardeig incendiari de Tòquio durant la Segona Guerra Mundial i l'atac amb sarín al metro de Tòquio. També estava al vol 351 de la Japan Airlines quan va ser segrestat per la Facció de l'Exèrcit Roig Japonès.
Hinohara es va convertir en membre honorari de la Societat Cardiovascular Japonesa i va rebre el Segon Premi i l'Ordre de Cultura. Va ser honorat per la Universitat Imperial de Kyoto, la Universitat Thomas Jefferson i la Universitat McMaster en rebre un doctorat honoris causa.
Va morir el 18 de juliol de 2017 a Tòquio a l'edat de 105 anys.